# The X Factour
The X Factour var Iron Maidens turné i samband med albumet The X Factor 1995–1996.
Det blev Maidens längsta turné sedan Somewhere On Tour -86/-87, och den första turnén med den nya sångaren Blaze Bayley. 
Turnépremiären var i Jerusalem den 28 september 1995 och turnéavslutningen var i Monterrey, Mexiko den 7 september 1996. Totalt uppgick turnén till 130 konserter. 140 konserter var inbokade, men tio ställdes in på grund av att Blaze Bayley fick röstproblem av det krävande turnéschemat och att de övriga bandmedlemmarna inte ville ändra tonart på låtar som skrivits för Bruce Dickinsons högre sångregister.

## Sverige
Den 29 oktober 1995 spelade Iron Maiden på Cirkus i Stockholm och den 1 november på Kåren i Göteborg. Med ett maxantal på 850 i publiken blev konserten i Göteborg den minsta Iron Maiden-konserten i Sverige sedan 1981. Konserten i Göteborgs spelades in av Sveriges Radio och var den första Iron Maiden-konserten med Blaze Bayley som spelades in. Den sändes i P3 Live den 30 november 1995, med repris den 28 april 1996. Inspelningen var godkänd av Steve Harris.

## Låtlista
1. Man On The Edge (The X Factor, 1995)
2. Wrathchild (Killers, 1981)
3. Heaven Can Wait (Somewhere In Time, 1986)
4. Lord Of The Flies (The X Factor, 1995)
5. Fortunes Of War (The X Factor, 1995)
6. Blood On The World's Hands (The X Factor, 1995)
7. Afraid To Shoot Strangers (Fear of the Dark 1992)
8. The Evil That Men Do (Seventh Son of a Seventh Son, 1988)
9. The Aftermath (The X Factor, 1995)
10. Sign Of The Cross (The X Factor, 1995)
11. 2 Minutes To Midnight (Powerslave 1984)
12. The Edge Of Darkness (The X Factor, 1995)
13. Fear of the Dark (Fear of the Dark 1992)
14. The Clairvoyant (Seventh Son of a Seventh Son, 1988)
15. Iron Maiden (Iron Maiden, 1980)
16. The Number of the Beast (The Number of the Beast, 1982)
17. Hallowed Be Thy Name (The Number of the Beast, 1982)
18. The Trooper (Piece of Mind, 1983)

Variationer
- Running Free (Iron Maiden, 1980)  Spelad mellan 22 juni och 7 juli 1996.
- Sanctuary (Sanctuary / Iron Maiden, 1980)  Spelad mellan 22 juni och 7 juli 1996.

## Nya länder
- Israel
- Sydafrika
- Bulgarien
- Rumänien
- Slovenien
- Chile

## Banduppsättning
- Steve Harris - bas
- Blaze Bayley - sång
- Janick Gers - gitarr
- Nicko McBrain - trummor
- Dave Murray - gitarr